# Маска Бахтинова

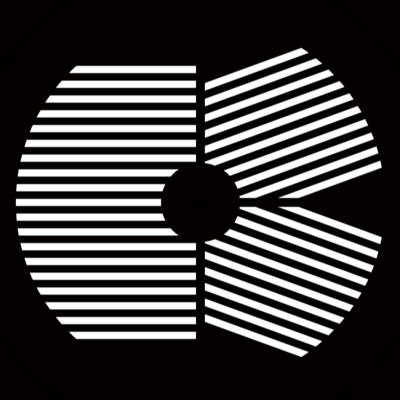
Маска Бахтинова

Маска Бахтинова — устройство для точной фокусировки оптических телескопов.
Названа в честь изобретателя Павла Ивановича Бахтинова. Точная фокусировка телескопа или астрографа — важная составляющая астрофотографии.
Маска помещается перед объективом телескопа. Она состоит из трёх решёток, расположенных таким образом, чтобы давать возле изображения звезды в фокальной плоскости инструмента три дифракционных луча, находящихся под углом друг к другу. Когда меняется фокусировка инструмента, средний луч перемещается относительно двух других. Точная фокусировка прибора достигается тогда, когда средний луч проходит через центр изображения звезды и располагается симметрично относительно двух других лучей. При использовании маски Бахтинова становятся заметными малейшие отклонения от точной фокусировки.
Маска Бахтинова состоит из нескольких решеток Ронки. Она устанавливается во входное отверстие телескопа, вызывая дифракционные искажения изображения, которые меняются в зависимости от степени фокусировки. Мишени Ронки (линейка Ронки, решётка Ронки или маска Ронки, названная в честь итальянского физика Васко Ронки) — это оптическая мишень или маска с равномерно расположенными квадратными волнами. Такая форма позволяет получить точное изображение источника света при отражении или освещении, а также при просвечивании. Изображение будет однородным, с высокой пространственной частотой, чёткими краями и высоким уровнем контрастности.
Одно устройство Ронки может создавать повторяющийся рисунок в одном измерении. Если разместить два таких передающих элемента друг напротив друга, то получится двумерный массив из периодических прямоугольных или ромбовидных просветов. Изменяя положение, поворот и частоту одного элемента относительно другого, можно получить разнообразные лабораторные тестовые образцы.

Принцип действия маски БахтиноваИллюстрация работы маски Бахтинова для преломляющей оптики. При повороте на 180 градусов направление узора меняется на противоположное.

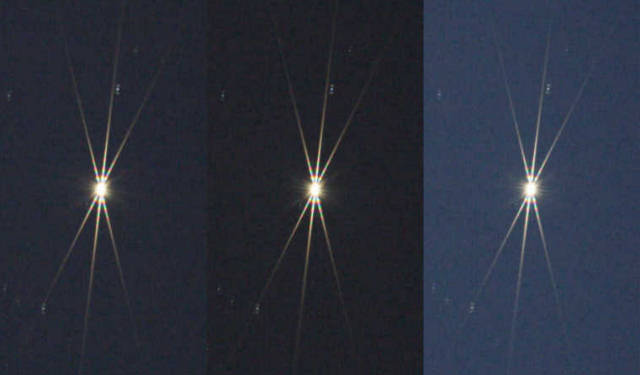
Пример дифракционных картин при использовании маски Бахтинова. В центре — изображение, формируемое правильно сфокусированным прибором, слева и справа — расфокусированным.

Симуляция фокусировки с маской Бахтинова в программе «Maskulator».